# Dilsen-Stokkem
Dilsen-Stokkem ou Dilsen-Stockem est une ville néerlandophone de Belgique située en Région flamande dans la province de Limbourg. Elle résulte de la fusion de cinq anciennes communes, devenues sections, lors de la fusion des communes de 1971.

## Sections de la commune
| # | Section  | Superf. (km²) | Habitants (2020) | Habitants par km² | Code INS |
| - | -------- | ------------- | ---------------- | ----------------- | -------- |
| 1 | Dilsen   | 16,35         | 6.201            | 379               | 72041A   |
| 2 | Rotem    | 14,79         | 3.724            | 252               | 72041B   |
| 3 | Elen     | 9,96          | 2.612            | 262               | 72041C   |
| 4 | Stokkem  | 8,89          | 3.750            | 422               | 72041D   |
| 5 | Lanklaar | 15,89         | 4.398            | 277               | 72041E   |

## Héraldique
|  | La commune possède des armoiries qui lui ont été octroyées le 7 novembre 1987. Le symbole principal sur ces armoiries est un soi-disant perron, utilisé sur la place de la ville comme symbole de la ville. Stokkem était la seule section de la commune à posséder un perron sur sa place principale. Le perron est aussi le symbole du diocèse de Liège auquel la région a appartenu pendant de nombreux siècles. Le petit écu montre les armes du Comté de Looz auquel la région appartenait historiquement. Les sceaux du magistrat municipal de Stokkem de 1465 à 1468 et 1687, sur lesquels un perron était dépeint comme un signe de ses droits de cité, sur lesquels pendaient les armoiries de Looz. Stokkem était la capitale de l'un des cinq bureaux ou quartiers du comté de Looz, y compris Dilsen, Elen, Lanklaar et Rotem soit avec Stokkem elle-même toutes les anciennes communes de l'actuel Dilsen. Les anciennes armoiries de Stokkem attribuées le 19 avril 1907 et celles d'Ellen attribuée le 26 novembre 1906 ont toutes deux été réunies par les armoiries de Looz. Blasonnement : De gueules à une perron à trois marches surmonté d'une pomme de pin sur laquelle figure une croix en or, la colonne chargée d'un écu burelé de dix pièces d'or et de gueules, le tout supporté par un tilleul émergent en forme de fourche, également d'or (Traduction libre) Source du blasonnement : Heraldy of the World. |

## Évolution démographique de la commune fusionnée
Graphe de l'évolution de la population de la commune. Les données ci-après intègrent les anciennes communes dans les données avant la fusion en 1977.
- Source : DGS - Remarque : 1831 jusqu'à 1981 = recensement ; depuis 1990 = nombre d'habitants chaque 1er janvier[4].